# Machete en boca
Machete en boca es un grupo de rap y dancehall de Valencia (España) formado por las MC La Prima y San y el DJ Falso Ídolo. Anteriormente también pertenecían al grupo las MC Jazzwoman y La Charli. Destacan por sus letras directas, duras y reivindicativas, convirtiéndose en uno de los grupos referentes del rap underground español.

## Biografía
El grupo comienza en 2015, cuando La Prima y San empiezan realizar temas juntas, hasta realizar Machete en boca. Vol. 1. Meses después se unen La Charli y Jazzwoman. Comienzan a realizar conciertos en 2016.
El grupo saca otros dos álbumes, Machete en boca. Vol. 2 en 2016 y Machete en boca. Vol. 3 en 2018. Es gracias a este álbum —en especial gracias al tema «Creen que saben que»— que adquieren gran popularidad.
Ese mismo año, Jazzwoman abandona el grupo. Posteriormente sería La Charli la que abandone el grupo, volviendo este a la formación original.
Tras sacar varios videoclips, tanto del grupo como trabajos individuales, como Slaves, Sé feliz o Quieren, en 2021 vuelven a sacar un álbum, con el título de Fyah.

## Discografía
Álbumes
- Machete en boca vol. 1 (2017)
- Machete en boca vol. 2 (2016)
- Machete en boca vol. 3 (2018)
- Fyah (2021)

Sencillos
- Creen que saben que (2018)
- Los borbones son unos ladrones (2018) con Elphomega, Tribade, Frank T, Homes i dones llúdriga, La Raíz, Ira, Los Chikos del Maíz, Def Con Dos, Noult, ZOO, Rapsusklei y Sara Hebe
- Yo no soy esa (2019)
- No digas na (2019)
- Slaves (2019)
- Da nu times (2019)
- Se feliz (2020)
- Quieren (2020)
- Pónmelo (2020) con  Loren D
- Fuego eterno (2020)
- Esto me posee (2020) con  Loren D
- La llama (2022) con Chata Flores
- 3 elementos (2022) con Animal y La Haine Beats
- Puxojensap (2023) con Masta Quba y P.Jaguar
- Fucking Power (2023)
- Antorxita (2023)